# Principado de Las Bela
Las Bela fue un estado tributario protegido de Baluchistán, Pakistán. La capital era Lasbela. La población en 1901 era de 56 109 habitantes y en 1931 se estimaba en 63 000. A nivel arqueológico destacan las capillas de Hinglaj y Shah Bilawal, las cuevas de Gondrani, posiblemente de origen budista y las tumbas ornamentadas de Hinidan entre otros lugares. La población del distrito en 1961 era de 90 826 habitantes de los cuales 3139 vivían en la ciudad.

## Geografía
Limitaba al norte con la división de Jhalawan del kanato de Kalat; al sur, con el mar Arábigo; al este con las montañas Kirthar que lo separaban de Sind; y al oeste con las montañas Jala, derivación de la cordillera de Pab. La parte oriental era montañosa y el resto en general llano excepto las montañas Khude o Khudo y la sierra de Mor al oeste hacia Makrán; el estado tenía costa a la parte occidental. Los ríos principales eran el Porali y el Har, y otros eran el Windar, Kharrari, Phor y Hingol. La costa iba entre la boca del Hab hacia el oeste por 400 km. El único lago a considerar es el Siranda y hay que mencionar la laguna de Miani Hor.
La lengua habitual era el jadgali, emparentada con el sindi; también se hablaba el baluchi. La mayoría de habitantes eran musulmanes, pero había zikris e ismailíes khoja. El número de gadres (de piel negra y posible origen africano) era de casi 8000. Las tribus principales eran los jamots, runjhas y angarias (que con los sabres, gungas, burras, achras, dodas y mandras formaban los mumrias).

## Administración
Administrativamente estaba dividido en siete niabats: Welpat, Uthal, Sheh-Liari, Miani, Hab, Kanrach y Ormara.
Los Levy Tractos en el valle de Hab tenían administración especial. había 139 pueblos y la capital Bala. Las principales poblaciones eran Sonmiani, Uthal, Liari y Ormara.
Una policía militar de 104 panjabis a las órdenes del wazir se creó en 1897. El ejército estaba formado en 1900 por 212 de infantería, 36 de caballería y 5 cañones. Los gobernadores provinciales (naibs) tenían 61 reclutas locales conocidos como sipais fasli sepoys. También había 12 chaukidars o policías rurales. El servicio a los Levy Tracts estaba formado por 5 oficiales, 35 de infantería, 16 de caballería y 5 administradores. La única prisión era Bala con capacidad para 70 prisioneros. 
Emitió algunos sellos de varios tipos (court fee y recepit) el 1890.
La bandera era rectangular (1:2) con cuatro franjas: verde, roja, negra y blanca; al vuelo de las dos franjas superiores había una media luna y una estrella en blanco.
El estandarte real era idéntico pero sin la media luna y la estrella; ocupando las dos franjas centrales había un disco blanco dentro del cual estaba el emblema-escudo del estado, también circular, de color verde con figuras y letras blancas.

### Lista de jams
- Ali Khan I (Kathuria), 1742-1765
- Ghulam Shah, 1765-1776
- Mir Khan I, 1776-1818
- Ali Khan II, 1818-1830
- Mir Khan II, 1830-1869
- Ali Khan III, 1869-1877
- Mir Khan II (segunda vez), 1877-1888
- Ali Khan III (segunda vez), 1888-1896
- Kamal Khan, 1896-1921
- Ghulam Muhammad Khan, 1921-1937
- Ghulam Kadir Khan, 1937 - 14 de octubre de 1955